# Alaska Thunderfuck
Justin Andrew Honard (Los Angeles 6 maart 1985), beter bekend onder de artiestennaam Alaska Thunderfuck 5000 of simpelweg Alaska, is een Amerikaanse dragqueen en zanger. Honard is ook bekend door zijn deelname aan het vijfde seizoen en het tweede All Stars-seizoen van RuPaul's Drag Race.

## Biografie
Honard groeide op in Erie in Pennsylvania en studeerde af aan de Fort LeBoeuf High School in 2003. Hij studeerde theater aan de University of Pittsburgh.
Honard verhuisde oorspronkelijk naar Los Angeles om te acteren. Hij was ontevreden over het verloop van zijn audities en ging werken als als dragqueen in Club Fubar in West Hollywood. Hij is vaak te zien in de Trannyshack shows in Los Angeles. In 2009 was hij te zien op de Gay Pride in Palm Springs samen met Tammie Brown en Jer Ber Jones.
Honard leerde zijn ex-vriend Aaron Coady, ook wel bekend als Sharon Needles, kennen via Myspace in december 2009. Hij verhuisde uiteindelijk in 2010 terug naar Pittsburgh om samen te gaan wonen met Coady. Samen met Aaron en Cherri Baum vormde hij een band, The Haus of Haunt, die later uitgroeide tot een dragband. Haus of Haunt maakte zijn debuut in 2011 in club The Blue Moon.²

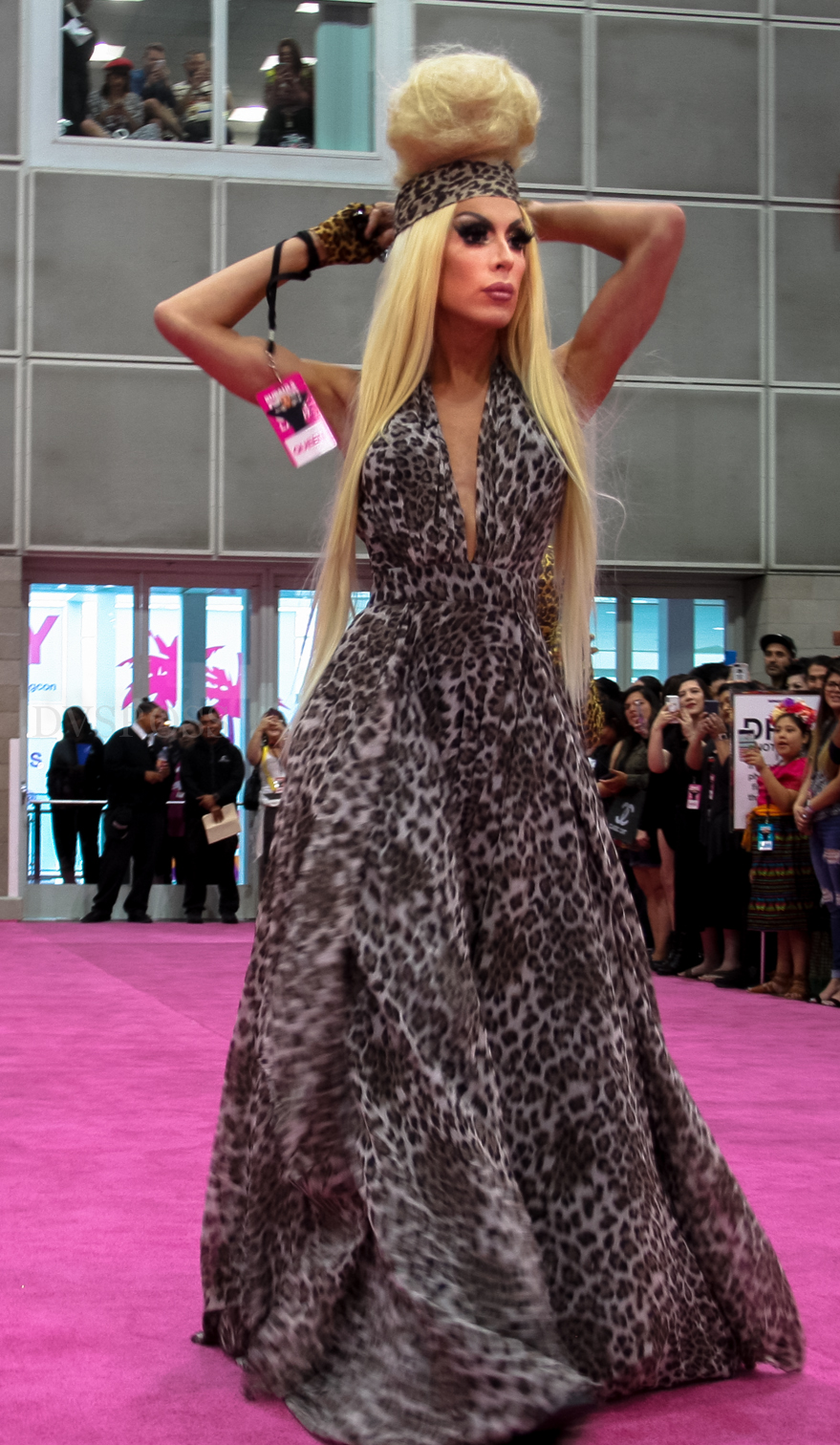
Alaska in 2019

In november 2012 kondigde Logo TV aan dat Alaska Thunderfuck deel uitmaakte van het vijfde seizoen van RuPaul's Drag Race. Hij deed hiervoor auditie voor elk seizoen van de show. Als onderdeel ven de show zong Alaska het We Are The World geïnspireerde lied "Can I Get An Amen". De opbrengst van het lied ging naar het Gay and Lesbian Center in Los Angeles. In mei 2013 behaalde Alaska, samen met Roxxxy Andrews, de tweede plaats in RuPaul's Drag Race.
Later keerde Alaska terug naar RuPaul's Drag Race om mee te doen aan het tweede seizoen van RuPaul's Drag Race All Stars, waar ze gekroond werd als winnaar.
Sinds RuPaul's Drag Race deed Alaska diverse tours en shows. Zo was Alaska te zien in de wereldwijde tour Rupaul's Drag Race Battle of The Seasons, The Drag Stars at Sea cruise, one-woman shows (Stevie Forever) en verschillende cabaret shows (Red for Filth). In de zomer van 2014 was ze ook te zien in Sex and the City.
Alaska bracht zijn eerste studioalbum uit in 2015.
Alaska speelt sinds 2024 in de door hem geschreven Off-Broadway-musical Drag: The Musical als Kitty Galloway.

## Discografie

### Singles
- "Can I Get an Amen?" (met de Cast van Rupaul's Drag Race seizoen 5) (2013)
- "Ru Girl" (2013)
- "Your Makeup Is Terrible" (2014)
- "American Apparel Ad Girls" (met Courtney Act en Willam Belli) (2014)
- "Nails" (2014)
- "Dear Santa, Bring Me a Man" (met Courtney Act en Willam Belli) (2014)
- "Hieeee" (2015)
- "This is my hair" (2015)
- "Gimme All Your Money" (met Laganja Estranja) (2016)
- "Anus" (2016)
- "Puppet" (2016)
- "The T" (met Adore Delano) (2016)
- "Stun" (met Gia Gunn) (2017)
- "Come To Brazil" (2017)
- "Valentina" (2017)
- "Aliens" (met Jeremy Mikush) (2018)
- "Snaked (Ellis Miah Mix)" (2018)

### Albums
- "Anus" (2015)
- "Poundcake" (2016)
- "Amethyst Journey" (als duo met Jeremy Mikush onder de naam "Alaska and Jeremy") (2018)
- "Vagina" (2019)

### Videoclips
- "Hooker Shoes" (met Amy Vodkahaus) (2013)
- "Let's Get Something Started" (met Candy Apple Blue) (2013)
- "Can I Get an Amen?" (met de Cast van Rupaul's Drag Race seizoen 5) (2013)
- "Rupaulogize" (met Willam Belli en Sharon Needles) (2013)
- "Ru Girl" (2013)
- "Your Makeup Is Terrible" (2014)
- "I Look Fucking Cool" (met Adore Delano en Nina Flowers) (2014)
- "Nails" (2014)
- "Hieeee" (2015)
- "This is my hair" (2015)
- "Do it like miley" (met Team Heartbreak en Violet Chachki) (2015)
- "Alaska Thunderfuck - Come To Brazil " (2017)

## Filmografie

### Televisie
| Jaar | Titel                        | Rol      | Opmerkingen                   |
| ---- | ---------------------------- | -------- | ----------------------------- |
| 2013 | RuPaul's Drag Race           | Zichzelf | Seizoen 5, tweede plaats      |
| 2013 | RuPaul's Drag Race: Untucked | Zichzelf | Seizoen 5                     |
| 2013 | NewNowNext Awards            | Zichzelf |                               |
| 2015 | The Art Of                   | Zichzelf | Aflevering: "The Art of Drag" |
| 2016 | RuPaul's All Star Drag Race  | Zichzelf | Seizoen 2, Winnaar            |
| 2017 | Scared Famous                | Zichzelf | Seizoen 1, zesde plaats       |

### Webseries
| Jaar | Titel     | Rol      | Opmerkingen                       |
| ---- | --------- | -------- | --------------------------------- |
| 2013 | Pure Camp | Zichzelf | Geproduceerd door World of Wonder |
| 2014 | Bro'Laska | Zichzelf | Geproduceerd door World of Wonder |

## Theater
| Jaar | Titel                 | Rol                 | Theater          |
| ---- | --------------------- | ------------------- | ---------------- |
| 2013 | The Rocky Horror Show | Dr. Frank N. Furter | Woodlawn Theatre |
| 2024 | Drag: The Musical     | Kitty Galloway      | New World Stages |

- Library of Congress Control Number: no2018167352
- MusicBrainz: db2a4f7c-9c79-46fb-912a-e508fe97b864
- Virtual International Authority File: 4859154592515843370004
- WorldCat: E39PBJxrTK7JwJJ9qxK9PhDDv3